# Wunderstätten, Labot
Wunderstätten je naselje v Občini Labot v Okraju Volšperk na Koroškem v Avstriji.